# Pegida
Patriotes Europeus contra la Islamització d'Occident (en alemany Patriotische Europäer gegen die Islamisierung des Abendlandes o Pegida) és un moviment polític alemany originari de Dresden. Des del 20 d'octubre de 2014 ha estat organitzant manifestacions públiques cada dilluns en contra del govern alemany en protesta contra la que consideren islamització d'Occident.
Pegida fou fundat el 2014 per Lutz Bachmann, qui dirigeix una agència de relacions públiques a Dresden. Bachmann digué que allò que l'impulsà a crear Pegida fou ser testimoni d'una manifestació a favor del Partit dels Treballadors del Kurdistan (PKK) a Dresden. La seva reacció va ser la d'iniciar un grup de Facebook oposant-se a l'enviament d'armes al PKK.
La credibilitat de Bachmann com a líder ha estat severament qüestionada a causa del seu antecedent penal, que inclou "16 robatoris, conduir sota efectes de l'alcohol i fins i tot traficar amb cocaïna".